# 大寮區
大寮區，前身「大寮鄉」，位於臺灣高雄市西南部，北毗鳥松區、大樹區，西鄰鳳山區、西南隔鳳山丘陵接小港區，南接林園區，東隔高屏溪鄰臺灣省屏東縣屏東市、萬丹鄉、新園鄉。目前人口約有11.2萬人，曾是台灣人口最多的鄉。
2008年9月通車之高雄捷運橘線，東側終點站大寮站就設置於本區西側，加上本區北端尚有台鐵後庄車站，對外交通堪稱便利。另本區與左營、鳳山、岡山並列高雄市眷村的集中地。

## 歷史
早期下淡水溪（今高屏溪）邊土質肥沃，利於耕種，當地住民遂建置草寮屯墾，分為四處：溪埔寮（今溪寮里）、潮州寮（今潮寮里）、頂大寮（今上寮里）、下大寮（今大寮里），後四寮合一，統名「大寮」，此為地名由來。
清代屬於鳳山縣小竹里。明清年間，大量泉漳移民進入台灣，當時由於鳳山丘陵位於鳳山南方，形似「蛋卵」，而將其名取為鳳彈（蛋）山，因而得名「鳳彈」，而鳳彈最早的發展見於康熙廿四年《台灣府志（蔣志）》一書中記載：「一汛鳳彈，把總一員，兵五十名」；而在康熙五十九年李丕煜所編纂的《鳳山縣志》和《鳳山縣輿圖》中即可看到名為「鳳彈」（忠義里一帶）、「打鹿潭」（山頂里一帶）、「小竹橋」（義和里一帶）的汛塘（軍備據點），後來人口逐漸發展，便裁撤汛溏，規劃為普通聚落。至光緒二十年（1894年），廩生盧德嘉編撰《鳳山縣采訪冊》時，已出現如山仔頂、打鐵店、考潭寮、翁公園等二十餘個聚落；日治初期屬台南縣鳳山支廳，1920年設大寮，屬高雄州鳳山郡；民國三十五年（1946年）建制高雄縣大寮鄉。2010年12月25日隨五都改制，改為高雄市大寮區。
歷年所屬行政區列表
| 起訖年份  | 行政區             |
| 1920~1945 | 高雄州鳳山郡大寮   |
| 1945~1946 | 高雄縣鳳山區大寮鄉 |
| 1946~2010 | 高雄縣大寮鄉       |
| 2010~     | 高雄市大寮區       |

## 人口
根據高雄市政府民政局統計，2024年底大寮區戶數約4.6萬戶，人口約11.2萬人，區內人口最多與最少的里分別是中庄里與忠義里，2024年底兩里人口分別為12,832人與447人。

## 政治

### 歷任首長
長
鄉長
| 屆次 | 任職期間  | 姓名     | 黨籍       | 備註                           |
| 1    | 1951-     | 張簡德   |            |                                |
| 2    |           | 林魚連   |            |                                |
| 3    |           | 張簡德   |            |                                |
| 4    |           | 張簡麗華 |            |                                |
| 5    |           | 張簡麗華 |            |                                |
| 6    |           | 劉 彭    |            |                                |
| 7    |           | 蔡進興   |            |                                |
| 8    |           | 簡茂松   |            |                                |
| 9    |           | 簡茂松   |            |                                |
| 10   |           | 黃清福   |            |                                |
| 11   |           | 黃清福   |            |                                |
| 12   |           | 徐志明   | 民主進步黨 |                                |
| 13   |           | 徐張貴華 | 無黨籍     |                                |
| 14   | 2002~2010 | 黃天煌   | 中國國民黨 | 當選首屆高雄市第十一選區市議員 |
| 15   | 2002~2010 | 黃天煌   | 中國國民黨 | 當選首屆高雄市第十一選區市議員 |

區長
2010年12月25日起改制為大寮區，區長由直轄市市長官派。
| 任期        | 姓名   | 備註                                             |
| 2010~2011   | 蔡廷槐 | 原鳳山市副市長(末任)，12月7日申請退休            |
| 2011~2012   | 簡水彬 | 現任主任秘書，代理至2月2日                       |
| 2012~2016   | 王宏榮 | 原大樹區長                                       |
| 2016~2019   | 施維明 | 原民政局主任秘書                                 |
| 2019~2020年 | 胡俊雄 | 原鳳山區長、原左營區長                           |
| 2020年~2024 | 黃伯雄 | 原大樹區長、原新興區區長、原前金區區長           |
| 2024年~     | 鍾炳光 | 原杉林區長、原美濃區長、原客家事務委員會主任秘書 |

### 區政組織
大寮區公所是高雄市政府在大寮區的派出機關，在中華民國政府架構中為市政府綜理區政的執行機關，上級業務監督機關為高雄市政府。区长由市長任命，其任期為無任期保障。在區長及主任秘書之下，設有4課4室等8個內部單位。

### 行政區劃
大寮區共轄24個里，區公所位於永芳里。
| 大寮區行政區劃 |        |  |  |  |  |
|                |        |  |  |  |  |
| 編號           | 里名   |  |  |  |  |
| 1              | 義仁里 |  |  |  |  |
| 2              | 昭明里 |  |  |  |  |
| 3              | 會結里 |  |  |  |  |
| 4              | 新厝里 |  |  |  |  |
| 5              | 過溪里 |  |  |  |  |
| 6              | 潮寮里 |  |  |  |  |
| 7              | 大寮里 |  |  |  |  |
| 8              | 內坑里 |  |  |  |  |
| 9              | 拷潭里 |  |  |  |  |
| 10             | 會社里 |  |  |  |  |
| 11             | 三隆里 |  |  |  |  |
| 12             | 上寮里 |  |  |  |  |
| 13             | 琉球里 |  |  |  |  |
| 14             | 永芳里 |  |  |  |  |
| 15             | 山頂里 |  |  |  |  |
| 16             | 忠義里 |  |  |  |  |
| 17             | 中興里 |  |  |  |  |
| 18             | 前庄里 |  |  |  |  |
| 19             | 翁園里 |  |  |  |  |
| 20             | 溪寮里 |  |  |  |  |
| 21             | 義和里 |  |  |  |  |
| 22             | 江山里 |  |  |  |  |
| 23             | 中庄里 |  |  |  |  |
| 24             | 後庄里 |  |  |  |  |

### 警政治安
警政機構
- 高雄市政府警察局林園分局
  - 大寮分駐所
  - 昭明派出所
  - 忠義派出所
  - 中庄派出所
  - 大發駐在所

監獄
- 高雄監獄
- 高雄女子監獄

## 經濟

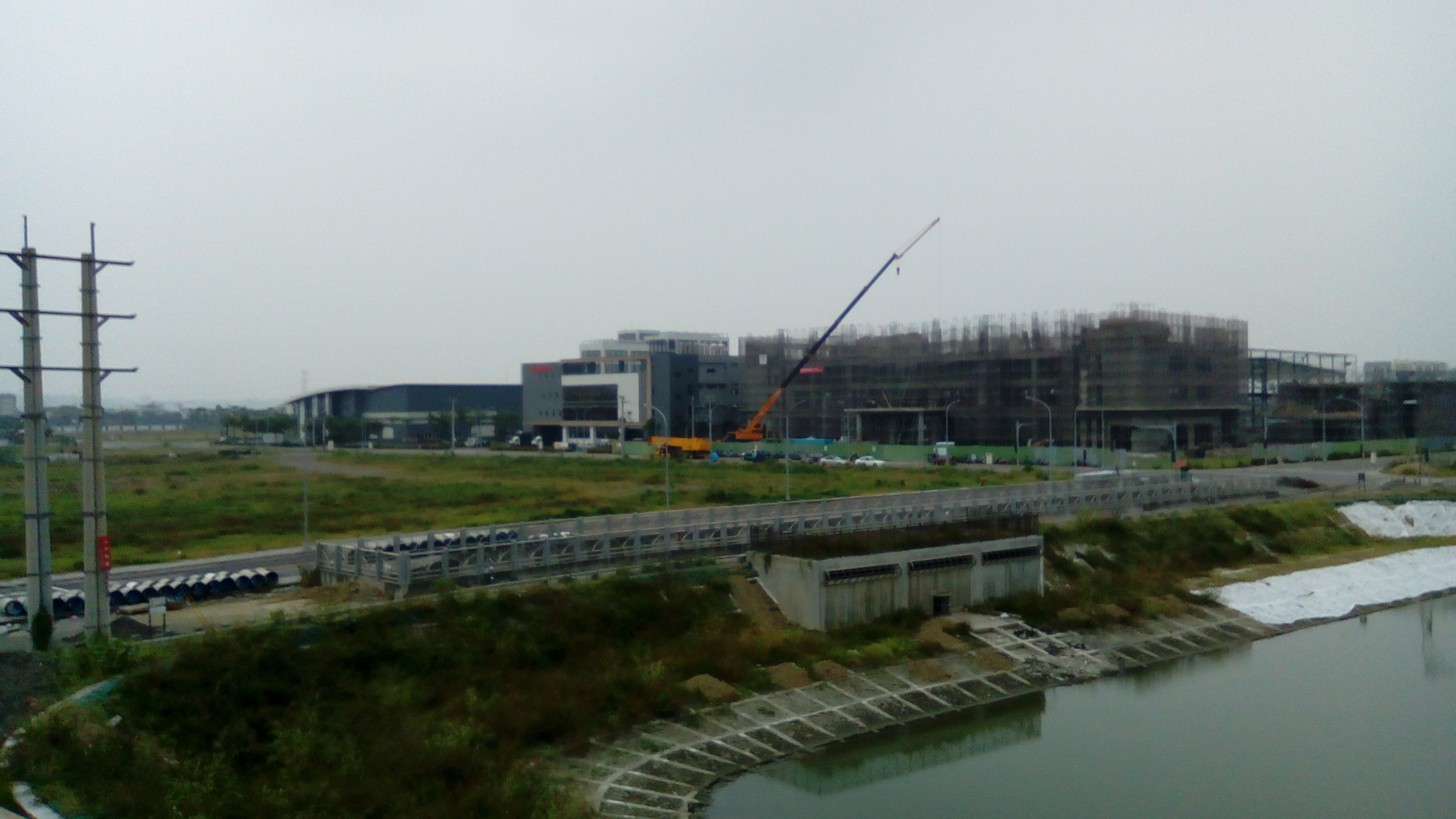
和發產業園區

### 農產
大寮區的農業人口約一萬兩千餘人，紅豆產量為高雄市之冠，佔全市百分之九十；冷凍毛豆全國之冠，此外大豆、甘藍亦為大宗。

## 文化

### 雙姓「張簡」
大寮區為台灣「張簡」雙姓的發源地。明朝洪武時，南靖文人簡德潤在漳州南靖的書院教書，入贅於當地門閥張進興家，被張進興視為義子，娶其媳婦劉氏為妻（張進興兒子早亡），生了三子。後又娶側室盧氏，生了五子，遂以其中四名過繼張姓，四名留於簡家，後來才出現了張簡雙姓。清康雍年間，簡家第十二代簡成禎來台，在台灣南部定居，其族脈皆分佈於鳳山丘陵一帶，咸豐年間在今拷潭、內坑一帶建立了「追遠堂」，為張簡家族之宗祠。

### 古厝
- 山仔頂陳家古厝[5]
- 西公厝[6]
- 武舉人張簡魁故居[7]
- 武舉人戴維清故居舊址[7]
- 張簡家族宗祠「追遠堂」
- 潮寮吳家古厝

### 眷村
大寮眷村由忠義、光武、復興、會社等四個村落所組成。
- 忠義村：含干城七村、貿商九村、慈光四村、精忠四村
- 光武村：含台貿六村、民生新村、宣武新村、嘉新新村
- 復興村：含影劇七村、商協新村、果協新村、貿商四村
- 會社村：含會社新村

## 教育

### 大專院校
- 輔英科技大學

### 高級中等學校
- 高雄市私立新光高級中學
- 高雄市私立高英高級工商職業學校
- 高雄市私立中山高級工商職業學校

### 國民中學
- 高雄市立大寮國民中學
- 高雄市立潮寮國民中學
- 高雄市立中庄國民中學

### 國民小學
- 高雄市大寮區永芳國民小學
- 高雄市大寮區大寮國民小學
- 高雄市大寮區忠義國民小學
- 高雄市大寮區翁園國民小學
- 高雄市大寮區中庄國民小學
- 高雄市大寮區溪寮國民小學
- 高雄市大寮區昭明國民小學
  - 新厝分校
- 高雄市大寮區潮寮國民小學
- 高雄市大寮區山頂國民小學
- 高雄市大寮區後庄國民小學

## 交通

### 鐵路
臺灣鐵路公司
- 屏東線：後庄車站

### 捷運
高雄捷運
- █ 橘線
  - 主線：OT1大寮站

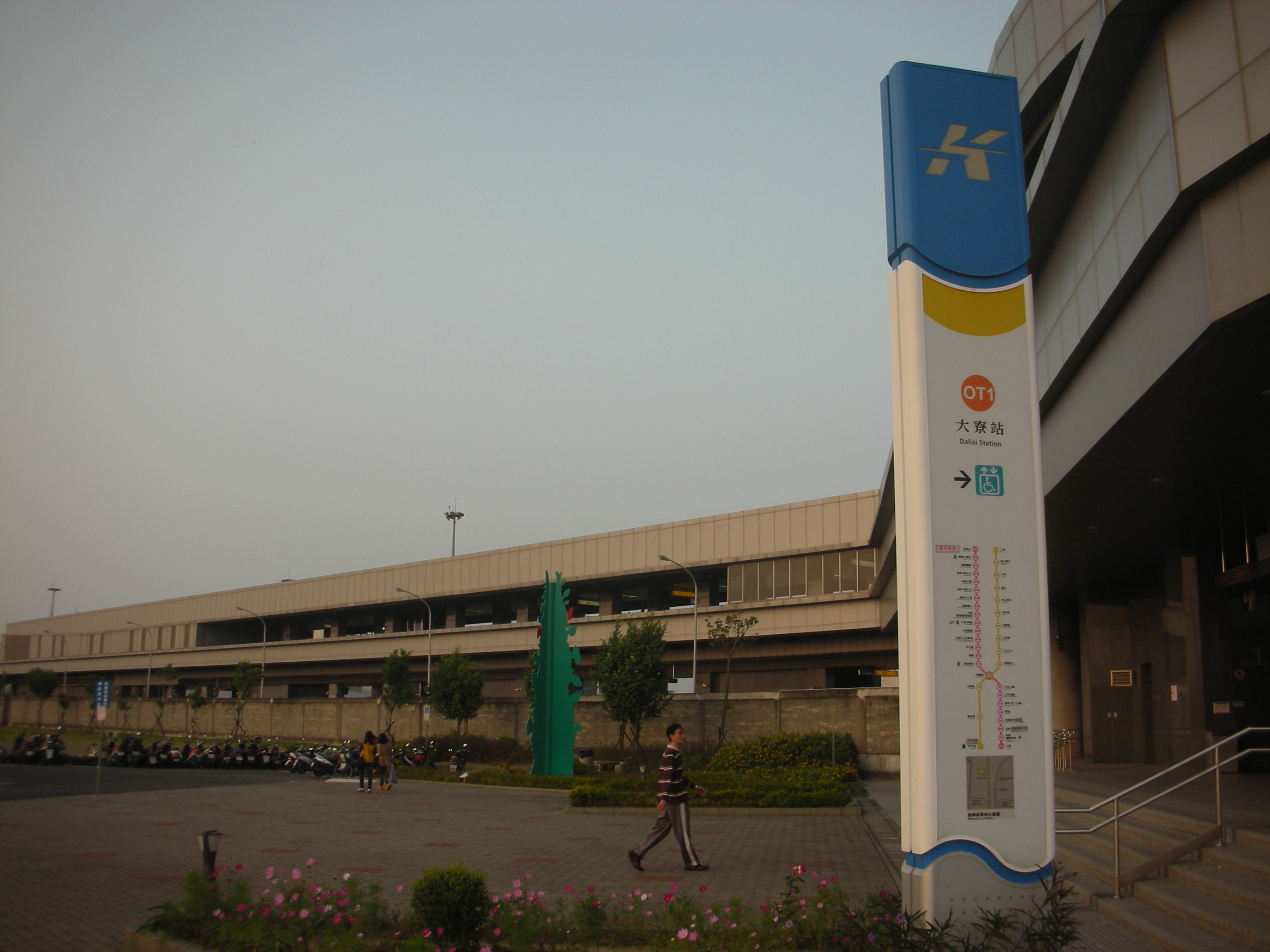
高雄捷運終點–大寮站

  - 大寮林園線（規劃中）：OT1大寮站－OT2－OT3高英工商站－OT4－OT5－OT6－OT7大發工業區站－OT8新厝站－OT9昭明站
  - 屏東線（規劃中）：OP1埤頂站－OP2前庄站－OP3翁園站－OP4/FG1溪寮站
- 佛光山線（規劃中）：FG1/OP4溪寮站

### 客運
- 高雄客運
  - 512 鳳山轉運站－內埔鄉公所（經台88線、萬丹、美和科技大學
  - 8001 高雄－鳳山－林園（經高雄市政府、雄商、鳳林路、大寮路、大發工業區）
  - 8010 高雄－鳳山－大樹－佛光山－旗山北站（經鳳屏路）
  - 8011 高雄－鳳山－大樹－佛光山－旗山南站－美濃（經鳳屏路）
  - 8041A 林園站－鳳山－高客自立站（經鳳林路）
  - 8048 捷運都會公園站－鳳山－屏東轉運站（經鳳屏路）
- 港都客運
  - 紅8 捷運小港站－大寮區公所
- 東南客運
  - 橘20A 捷運大寮站－大寮
  - 橘20B 捷運大寮站－高雄監獄－上寮
  - 橘20C 捷運大寮站－輔英科大
  - 橘20D 捷運大寮站－大發工業區－潮寮國中
  - 橘20E 捷運大寮站－中
  - 大樹區觀光公車（大樹祈福線） 鳳山車站－鳳山轉運站（捷運大東站）－佛陀紀念館（經鳳屏路）
- 統聯客運（捷運接駁）
  - 橘9 建軍站（捷運衛武營站）－林園區公所
  - 橘11 建軍站（捷運衛武營站）－林園區公所
  - 橘21A 捷運大寮站－和春技術學院大發校區
  - 橘21B 捷運大寮站－月天寺
  - 橘22公車式小黃 捷運大寮站－翁園－江山社區－義和社區－後庄（鳳屏一路）

### 公路
- 台1線：大漢路－鳳屏一、二路－高屏大橋（往來高雄市區、鳳山區與屏東縣屏東市的重要道路。）
  - 台1戊線：鳳屏一路（前端接鳳山區中山東路至大漢路口續行台1線。）
- 台25線：鳳林四、三路－力行路－鳳林三、二、一路、四段（往來鳳山區、大寮區與林園區之間的主要道路。）
- 台29線（原台21線）：九和路、河堤路一、二段、光華路、華中路、華中南路。沿高屏溪西岸並經大發工業區的主要道路。北往大樹區、旗山區和甲仙區；往南至林園區汕尾。
- 台88線（東西向快速公路 高雄—潮州段）
  - 大寮交流道（7）（接台25線）
  - 大發交流道（9）（接大發工業區、台29線）
- 市道188號（台88線高架橋下道路）：六和路－內坑路－台88線大寮交流道－大寮路－大發交流道－萬大大橋（往東至屏東縣萬丹鄉、竹田鄉）。
- 高61線：成功路、成功陸橋。為往來鳥松區仁美、大寮區後庄接台1線鳳屏一路的主要道路。
- 高63線：仁愛路、前庄路、中正路。起端銜接台1線鳳屏一路，經中庄里、中正路地下道（捷運大寮站旁），終抵忠義國小接台25線鳳林四路。
- 高64線：江山路、溪寮路。起端銜接台1線鳳屏二路，經江山里，終抵溪寮國小接台29線。
- 高65線：翁園路、巷尾路、林厝路、琉球路、興隆路。起端由翁園國小北側翁園路岔路口接高66線，經三隆里，終抵三隆路、興隆路口接高70線。
- 高66線：翁園路、溪寮路。起端由翁園路、文華街口，經高65線岔路、溪寮里，終抵溪寮國小南側溪寮路岔路口接高64線。
- 高68線：萬丹路、琉球路、農場路。起端銜接高71線，經前庄、永芳、琉球、上寮、和春技術學院大發校區，終抵接台29線。
- 高70線：三隆路、上寮路。起端銜接台25線力行路、鳳林三路，經三隆里，終抵上寮路岔路口接高75線。
- 高71線：內坑路、保福路、小港區後厝路、高坪十五路、大寮區天池路、鳳林一路161巷。起端於高雄市立凱旋醫院百合園區旁，經內坑、拷潭里、小港區坪頂里、鳳山水庫，終抵接高81線潭頭路。
- 高72線：內坑路、仁德路、大寮路。起端由內坑路岔路口銜接市道188號，終抵台88線大發交流道西側接市道188號大寮路。
- 高74線：新厝路。起端小港區高坪十五路、大平路口，終抵接台25線鳳林二路。
- 高75線：上寮路、大寮路、周廣街、大明街、光華路、華二街。起端接高68線農場路，經上寮、大寮、大發工業區、過溪里，終抵接高77線鳳明路。
- 高76線：光華路。起端銜接台25線鳳林二路至大發工業區接台29線。
- 高77線：鳳明路、正心路、潮寮路。起端銜接台25線鳳林二路，經過溪里、潮寮國小、潮寮國中，終抵接台29線。
- 高79線：河堤路三段（舊名潮寮路）、潮勇路、會結一、二路。起端由大發工業區（光華路、河堤路口）銜接台29線，沿高屏溪經潮寮、會結，終抵接台25線鳳林一、二路。
- 高81線：鳳林一路。起端銜接台25線鳳林一路，終抵接林園區鳳林路三段。為往來昭明、義仁、潭頭的主要道路。
- 高85線：鳳林一路474巷。起端銜接台25線鳳林一路經昭明、林園區溪洲、五塊厝，終抵接台17線沿海路一段。
- 高145線：九曲路。起端於大樹區統嶺里佛陀紀念館入口接台29線（摯天神路、統嶺路、興田路岔路口），終抵大樹、大寮區界接九大路、九和路。

## 宗教信仰

### 道教和臺灣民間信仰
後庄、中、前、江山仔、磚仔窯、打鐵店
- 後興濟宮：創建於1851年，主祀保生大帝
- 後庄靈霄寶殿
- 中朝中宮：創建於1768年，主祀玄天上帝
- 前元帥廟：主祀謝府元帥
- 江山溫仁宮：主祀溫府千歲
- 義和代天府
- 打鐵店龍鳳宮

翁公園、溪埔寮仔、琉球寮
- 翁園朝鳳宮
- 翁園聖母宮
- 翁園天月寺
- 大寮飛封宮：主祀開國仙帝
- 溪寮北極殿
- 琉球寮武侯宮

芎蕉腳、拷潭寮、洪厝埕、後壁寮、上寮、大寮
- 芎蕉腳慈隆宮
- 芎蕉腳三龍宮
- 拷潭寮慈宮
- 洪厝埕西羅殿
- 太子大鑾宮
- 上寮慈誠宮
- 大邑慈安宮
- 大發開封宮：主祀包府千歲

拷潭、內坑、山仔頂
- 五龍山南雄代天府：主祀五府千歲
- 拷潭保福宮
- 拷潭鎮潭宮
- 山仔頂中保亭：主祀中壇元帥
- 山仔頂朝天宮
- 大寮龍雄宮
- 內坑南興代天府
- 明山代天府：主祀蘇府千歲

濃公、過溪、潮州寮、會結
- 濃公媽祖宮
- 過溪北極殿
- 潮寮潮龍寺
- 會結北極宮

林內、新仔、赤崁(昭明里)
- 林內西方寺代天府
- 新厝福德廟
- 赤崁保安宮
- 赤崁觀音寺

### 佛教信仰
- 圓通禪寺

### 基督宗教
| 宗派                             | 教會（禮拜堂 / 聖堂）                                |
| -------------------------------- | ---------------------------------------------------- |
| 天主教                           | 聖尼各老堂、聖十字架堂                               |
| 歸正宗長老會（臺灣基督長老教會） | 大寮教會、潮寮教會、鳳屏教會                         |
| 浸禮宗（浸信會）                 | 大寮山頂浸禮會                                       |
| 循道宗（衛理會）                 | 基督教中華循理會大寮教會、基督教中華循理會商協禮拜堂 |
| 靈糧堂                           | 大寮活泉靈糧堂                                       |
| 召會                             | 高雄市召會（內厝路會所）                             |
| 其他                             | 大寮JCT教會、大寮活水基督教會                        |

## 特色景點

### 人文

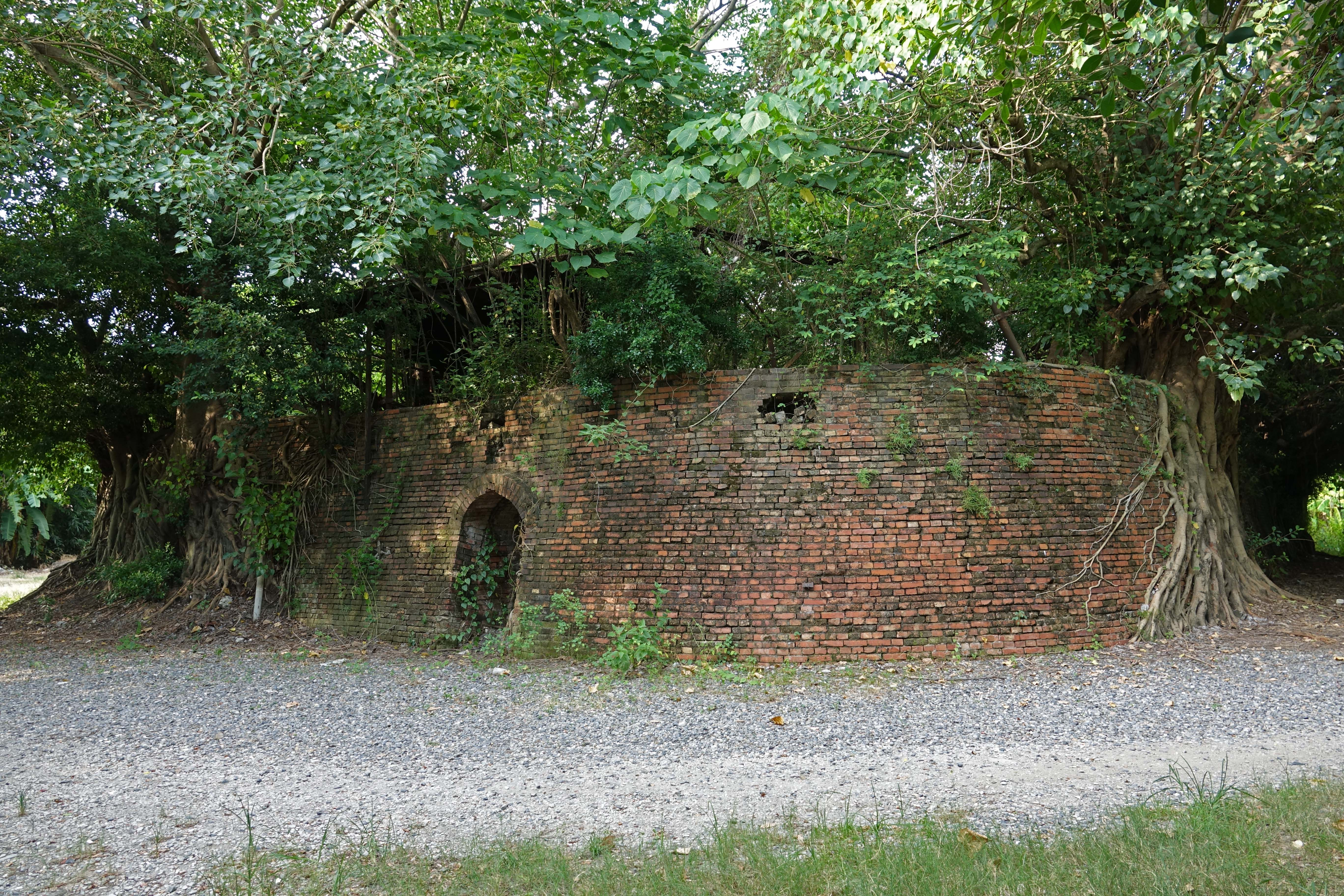
共益磚窯廠遺址

- 共益磚窯廠遺址[8]
- 瑞榮紅磚工廠遺址
- 山仔頂製糖所遺址(現為會社88夜市)
- 大寮圳竣工記念碑
- 天兵忠靈祠
- 舊振南漢餅文化館
- 大寮紅豆文化節
- 萬客隆高雄大寮店

### 自然

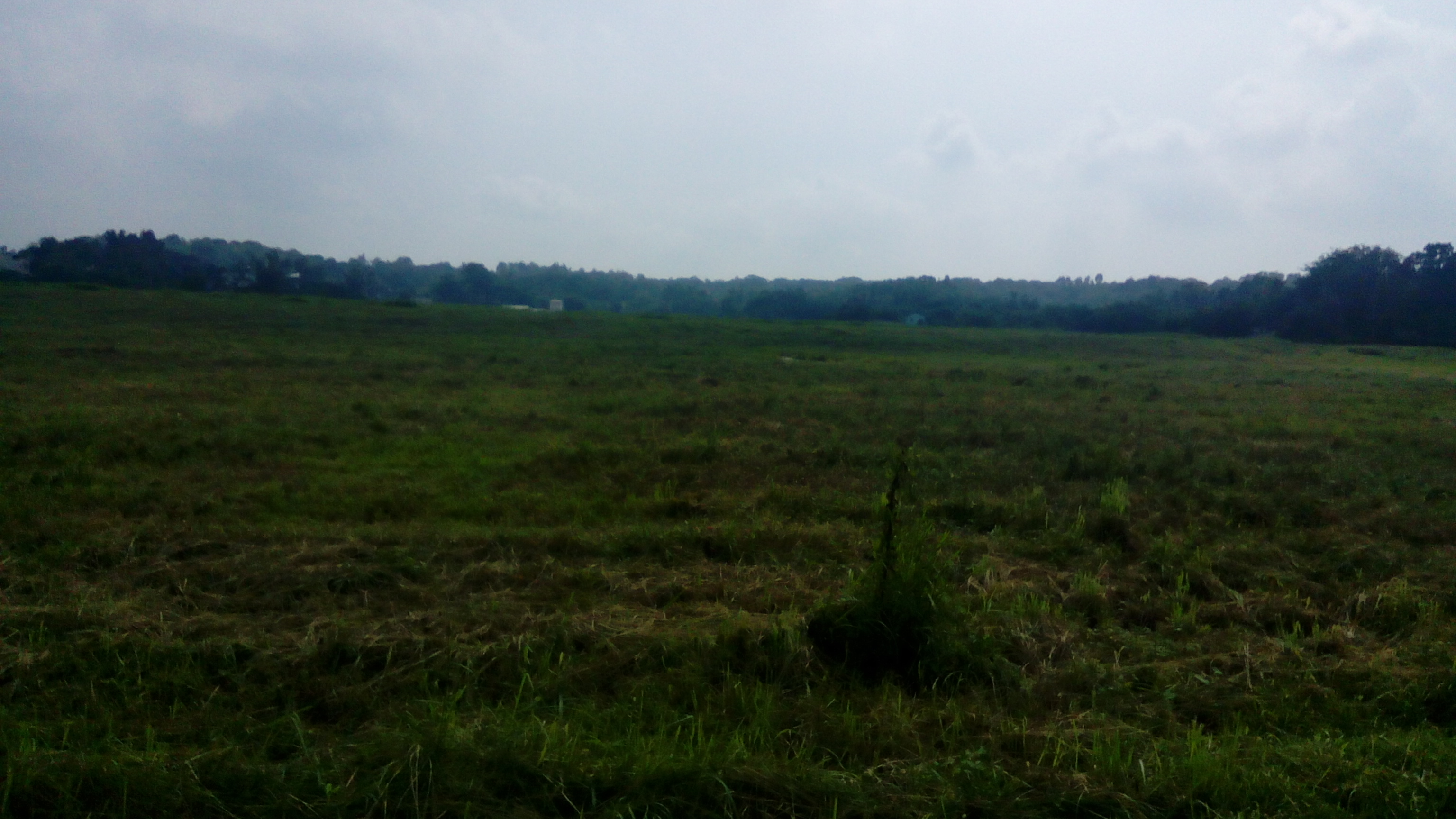
大寮大草原

- 鳳山水庫（昭明里）
- 翁公園淨水場
- 三隆公園旁自行車道
- 高屏溪河堤
- 大寮大草原
- 鳳山丘陵

## 外部連結
- 大寮區公所（页面存档备份，存于）
- 高雄市大寮區戶政事務所 （页面存档备份，存于）
- 高雄市大寮區衛生所 （页面存档备份，存于）